# Hortênsia (gens)
A gens hortênsia foi uma antiga gens plebéia da Roma antiga. Membros da gens são mencionados pela primeira vez no século V a.C. O mais ilustre dos membros dessa gens foi o orador Quinto Hortênsio Hórtalo, um homem de grande erudição, e um contemporâneo de Cícero. Sob o Império , eles parecem ter voltado a obscuridade, pois há poucas referencias a eles.

## Origem
O nome Hortênsio parece ser derivada a partir do horto, um jardim, e, provavelmente, significa que o primeiro a levar o nome era um jardineiro ou agricultor. O nome parece ser de origem latina, e não há nenhuma evidência de que ele surgiu em outro lugar na Itália. Que os Hortênsios eram plebeus, apesar de Cícero usar a palavra nobilis para a família, parece demonstrado pelo fato de que o primeiro dos Hortênsios a aparecer na história foi um tribuno da plebe, e a falta de qualquer outra evidência de uma família patrícia. A partir disso, parece mais provável que Cícero estava se referindo ao distinto registro da Hortênsios a serviço do estado Romano, em vez de identificar a gens como patrícia.

## Prenome
Todos os Hortênsios em Roma mencionado em antigas fontes levou a prenome Quinto, Lúcio, ou Marco, que eram muito comuns nomes em todos os períodos da história Romana. Eles devem, ocasionalmente, ter utilizado outros nomes, mas estes não foram registrados. Uma inscrição de Ferentino sugere Aulo e Sexto.

## Ramos e cognomina
Os únicos sobrenomes encontrados entre os Hortênsios são Hortalo, que parece ter se originado como um apelido para o orador Hortênsio, e Córbio, provavelmente a partir de corbis, uma cesta, ambos portados pelos descendentes do orador.

## Membros
- Quinto Hortênsio, tribuno da plebe em 422 a.C, acusou Caio Semprônio Atratino, cônsul do ano anterior, por sua negligência em preparação contra os volscos; mas ele foi dissuadido de prosseguir pela lealdade mostrada a Semprônio, tanto por seus ex-soldados quanto pelos outros tribunos.[7]
- Quinto Hortênsio, ditador nomeado em 287 a.C., em resposta a uma separação da plebe ocasionada, mais uma vez, por dívida. Hortênsio aprovou uma medida que dá a força de lei ao plebiscito, permitindo efetivamente que as pessoas buscassem o alívio da dívida sem primeiro ter que obter a aprovação do Senado. Hortênsio morreu antes de sair de seu cargo, e provavelmente foi substituído por um ditador sufeto, o único exemplo de tal nomeação na história romana.[8]}}[9]
- Lúcio Hortênsio, pretor em 170 a.C., recebeu o comando da frota na guerra contra Perseu. Quando a cidade de Abdera apelou de suas demandas por dinheiro e trigo, ele invadiu a cidade, decapitou os líderes e vendeu o resto como escravos.  O Senado romano repudiou esses atos e ordenou que o povo fosse libertado. Hortênsio continuou a despojar a Grécia, e foi censurado por sua dureza aos calcídios, mas não parece ter sido repreendido ou punido.[10][11]
- Quinto ou Lúcio Hortênsio, eleito cônsul em 108 a.C, ele foi julgado e condenado antes de assumir o cargo e exilado.[12]
- Lúcio Hortênsio, pai do orador, foi pretor na Sicília em 97 a.C, onde sua administração foi lembrada por sua honestidade e justiça.  Ele se casou com Semprônia, filha de Caio Semprônio Tuditano .[13]
- Lúcio Hortênsio L. f., irmão mais velho do orador, foi embaixador de Sula durante a Primeira Guerra Mitridática. [14][15][16]
- Quinto Hortênsio L. f., o renomado orador e contemporâneo de Cicero.  Ele atuou durante a guerra social, como Questor em 81 a.C., pretor urbano em 72 a.C., e cônsul em 69 a.C. [17]
- Hortênsia L. f., Irmã do orador, casou-se com Marco Valério Messala. Seu irmão considerou nomear o filho de Hortênsia como seu herdeiro, em preferência ao seu próprio filho, de quem ele estava separado.[18]
- Quinto Hortênsio Q. f. L. n. Hortalo, filho do orador, de quem ele estava separado. Pouco antes da Guerra Civil , ele se juntou a César na Gália Cisalpina , e foi Hortênsio a quem César enviou através do Rubicão .  Proscritos após a morte de César, Hortênsio fez com que Caio Antônio , irmão do triúnviro, fosse morto em vingança. [19][20][21]
- Hortênsia Q. f. L. n., Filha do orador, interveio em nome das ricas matronas romanas quando os triúnviros propuseram um imposto especial para pagar a guerra contra Bruto e Cássio. Ela falou com eloquência digna de seu pai.[22][23][24]
- Quinto Hortênsio Q. f. Q. n. Córbio,[i] neto do orador, descrito por Valério Máximo.[25]
- Marco Hortênsio Q. f. Q. n. Hórtalo, o irmão de Córbio.[26][27][28]
- Aulo Hortênsio, pai de Sexto Hortênsio Claro.
- Sexto Hortênsio A. f. Claro.[29]